# Sprot
Sprot (Sprattus sprattus) is een vis uit de familie van Haringen (Clupeidae).

## Uiterlijk
De rug is blauwgroen, de flanken zilverkleurig. De buikvinnen staan vóór het begin van de rugvin. Ze meten in het algemeen rond de 10 cm, de maximale lengte is 17 cm. Ze zijn van haring te onderscheiden door de gezaagde scherpe kiel voor de aarsvin, maar ook de positie van de buikvin ten opzichte van de rugvin verschilt.

## De sprot als voedsel
Sprot wordt in de visindustrie onder andere verwerkt tot conserven. Ze worden ook warm (kielersprot) gegeten of gerookt.
Andere benamingen zijn Noorse sardien of schardijn.

## Voorkomen/vangst
De sprot komt voor langs de Atlantische kusten, van Noord-Marokko tot aan Scandinavië. Ook is de vis te vinden in de Noordzee, de Middellandse Zee en de Zwarte Zee. De sprotten leven in scholen tot op een diepte van 150 meter (de pelagische zone).

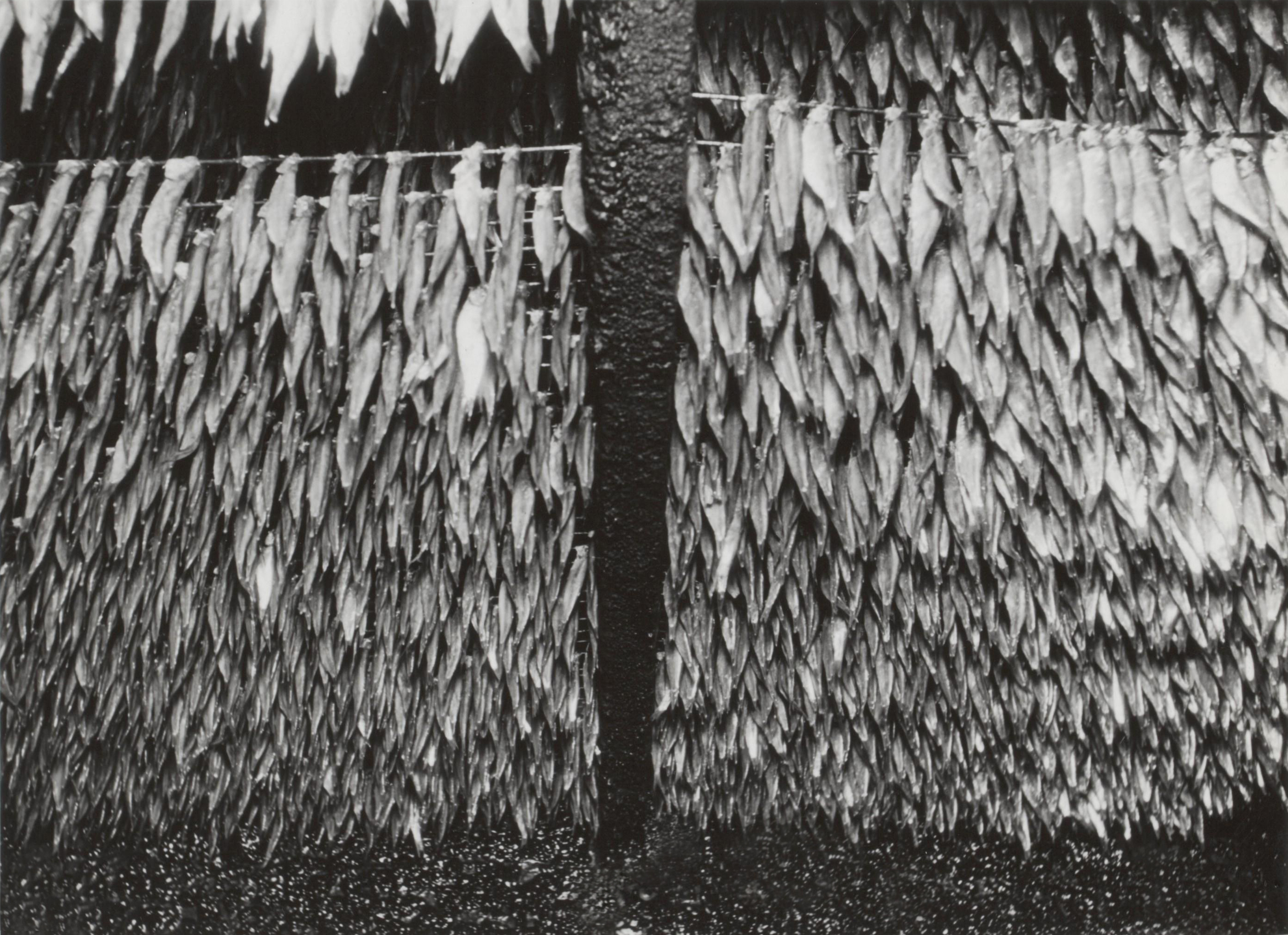
Sprot in Monnickendam (1941)

1. ↑  (en) Sprot op de IUCN Red List of Threatened Species.